# Baccalaureus torrensis
Baccalaureus torrensis is een kreeftachtigensoort uit de familie van de Lauridae. De wetenschappelijke naam van de soort is voor het eerst geldig gepubliceerd in 1937 door Pyefinch.